# Calomicrus sulcicollis
Calomicrus sulcicollis es un coleóptero de la familia Chrysomelidae.
Fue descrita científicamente por primera vez en 1900 por Jacoby.